# 15 에우노미아
15 에우노미아(15 Eunomia)는 소행성대의 소행성 중 하나이다. 에우노미아는 S형 소행성들 중 가장 큰 소행성이다. 또 에우노미아 족 소행성들 중 가장 큰 천체이고, 소행성대 전체 질량의 1%를 차지할 것이라 추산된다.
에우노미아는 1851년 7월 29일, 아니발레 데 가스프리스가 발견했다. 에우노미아라는 이름은 그리스 신화의 호라이 중 하나에서 따왔다.

## 특징
가장 큰 S형 소행성이기 때문에, 에우노미아는 적당한 과학적인 관심을 받았다. 에우노미아는 소행성대 전체 질량의 1% 조금 넘는 수치를 차지한다.
에우노미아는 길쭉하지만 균형 잡힌 동체, 4면은 각각 다른 곡률, 다른 구성물을 갖는다. 이런 늘어남은 에우노미아가 연성 천체일지도 모른다는 것을 나타낸다. 그러나 이는 부정되었다.
다른 족의 구성원처럼, 에우노미아의 표면은 밝은 규산염과 니켈-철로 구성되어 있다. 니켈-철 금속과 함께 칼슘이 풍부한 휘석과 감람석도 표면에서 감지되었다. 분광학적인 연구로 에우노미아의 지역마다 다른 구성물로 이루어져 있다는 것이 알려졌다.

## 같이 보기
- 행성